# Koffi Djidji
Lévy Koffi Djidji (Bagnolet, 30 novembre 1992) è un calciatore francese naturalizzato ivoriano, difensore svincolato.

## Biografia
È nato e cresciuto in Francia da padre ivoriano e madre francese.

## Caratteristiche tecniche
È un difensore centrale di piede destro, forte fisicamente, veloce e abbastanza attento nelle letture difensive. È anche dotato di buona tecnica individuale e capacità di impostazione.

## Carriera

### Club

#### Nantes
Cresciuto nelle giovanili del Nantes, esordisce in prima squadra il 4 agosto 2012 contro il Nîmes, incontro valido per la seconda giornata di Ligue 2.
A seguito della promozione ottenuta con i canarini, l'8 marzo 2014 debutta in Ligue 1 contro l'AC Ajaccio. Il 22 marzo 2014 segna il suo primo gol nella massima serie francese con la maglia del Nantes, nella vittoria dei gialloverdi per 2-1 contro il Montpellier.

#### Torino e prestito al Crotone
Il 17 agosto 2018, Djidji viene acquisito in prestito con diritto di riscatto dal Torino, in Serie A. Fa il suo esordio in maglia granata in occasione di Atalanta-Torino (0-0) del 26 settembre 2018, valevole per la 6ª giornata di Serie A, partendo titolare nella difesa schierata da Mazzarri. Il 7 giugno 2019, viene annunciato il riscatto del giocatore da parte del Torino per 3,5 milioni di euro.
Il 5 ottobre 2020, Djidji viene ceduto in prestito al Crotone. Il 10 aprile 2021, segna il suo primo gol in Serie A con i calabresi nella partita in casa dello Spezia (poi persa 3-2), con un pallonetto al volo a scavalcare Ivan Provedel.
Rientrato al Torino al termine della stagione, nell'annata seguente il difensore diventa un titolare della squadra granata, venendo però penalizzato da alcuni infortuni.
Il 30 ottobre 2022, Djidji segna la sua prima rete in maglia granata, aprendo le marcature nel prestigioso successo per 2-1 sul Milan in campionato. Nel giugno del 2023, prolunga il proprio contratto con la società per un'ulteriore annata, fino al 30 giugno 2024. Lascia il Torino al termine della stessa stagione, alla scadenza naturale del proprio contratto.

### Nazionale
Ha scelto di rappresentare in campo internazionale la nazionale della Costa D'Avorio, venendo convocato (senza però scendere in campo) per la partita amichevole contro l'Ungheria il 20 maggio 2016.

## Statistiche

### Presenze e reti nei club
Statistiche aggiornate al 26 maggio 2024.
| Stagione        | Squadra         | Campionato      | Campionato | Campionato | Coppe nazionali | Coppe nazionali | Coppe nazionali | Coppe continentali | Coppe continentali | Coppe continentali | Altre coppe | Altre coppe | Altre coppe | Totale | Totale |
| Stagione        | Squadra         | Comp            | Pres       | Reti       | Comp            | Pres            | Reti            | Comp               | Pres               | Reti               | Comp        | Pres        | Reti        | Pres   | Reti   |
| --------------- | --------------- | --------------- | ---------- | ---------- | --------------- | --------------- | --------------- | ------------------ | ------------------ | ------------------ | ----------- | ----------- | ----------- | ------ | ------ |
| 2012-2013       | Nantes          | L2              | 4          | 0          | CF+CdL          | 0+1             | 0               | -                  | -                  | -                  | -           | -           | -           | 5      | 0      |
| 2013-2014       | Nantes          | L1              | 10         | 1          | CF+CdL          | 0+2             | 0               | -                  | -                  | -                  | -           | -           | -           | 12     | 1      |
| 2014-2015       | Nantes          | L1              | 5          | 0          | CF+CdL          | 1+0             | 0               | -                  | -                  | -                  | -           | -           | -           | 6      | 0      |
| 2015-2016       | Nantes          | L1              | 22         | 0          | CF+CdL          | 3+1             | 0               | -                  | -                  | -                  | -           | -           | -           | 26     | 0      |
| 2016-2017       | Nantes          | L1              | 28         | 0          | CF+CdL          | 0+2             | 0               | -                  | -                  | -                  | -           | -           | -           | 30     | 0      |
| 2017-2018       | Nantes          | L1              | 29         | 0          | CF+CdL          | 2+0             | 0               | -                  | -                  | -                  | -           | -           | -           | 31     | 0      |
| ago. 2018       | Nantes          | L1              | 1          | 0          | CF+CdL          | 0               | 0               | -                  | -                  | -                  | -           | -           | -           | 1      | 0      |
| Totale Nantes   | Totale Nantes   | Totale Nantes   | 99         | 1          |                 | 12              | 0               |                    | -                  | -                  |             | -           | -           | 111    | 1      |
| ago. 2018-2019  | Torino          | A               | 17         | 0          | CI              | 1               | 0               | -                  | -                  | -                  | -           | -           | -           | 18     | 0      |
| 2019-2020       | Torino          | A               | 17         | 0          | CI              | 2               | 0               | UEL                | 0                  | 0                  | -           | -           | -           | 19     | 0      |
| 2020-2021       | Crotone         | A               | 20         | 1          | CI              | 0               | 0               | -                  | -                  | -                  | -           | -           | -           | 20     | 1      |
| 2021-2022       | Torino          | A               | 25         | 0          | CI              | 1               | 0               | -                  | -                  | -                  | -           | -           | -           | 26     | 0      |
| 2022-2023       | Torino          | A               | 34         | 1          | CI              | 2               | 0               | -                  | -                  | -                  | -           | -           | -           | 36     | 1      |
| 2023-2024       | Torino          | A               | 13         | 0          | CI              | 0               | 0               | -                  | -                  | -                  | -           | -           | -           | 13     | 0      |
| Totale Torino   | Totale Torino   | Totale Torino   | 106        | 1          |                 | 6               | 0               |                    | 0                  | 0                  |             | -           | -           | 112    | 1      |
| Totale carriera | Totale carriera | Totale carriera | 225        | 3          |                 | 18              | 0               |                    | 0                  | 0                  |             | -           | -           | 243    | 3      |